# Al-Marrakushi (månekrater)
Al-Marrakushi er et lille og relativt isoleret nedslagskrater på Månen, som ligger på Månens forside i den østlige del af Mare Fecunditatis. Det blev opkaldt efter den arabiske (marokkanske) matematiker og astronom Ibn al-Banna al-Marrakushi (ca. 1256 – ca. 1321).
Navnet blev officielt tildelt af den Internationale Astronomiske Union (IAU) i 1976. 
Krateret hed "Langrenus D", før det blev navngivet af IAU.

## Omgivelser
Mod nordøst ligger det fremtrædende Langrenuskrater. Månehavet nær Al-Marrakushi er mærket af stråleformede udkastninger fra den større nabo.

## Karakteristika
Det er en cirkulær, symmetrisk dannelse med indre vægge, som falder ned mod midtpunktet.